# マーティン・アロンソ
- マルティン・アロンソ

マーティン・アロンソ・ムニョス（Martín Alonso Muñoz、1999年12月2日 - ）は、プロD2USコロミエに所属するラグビーユニオン選手。

## プロフィール
- スペイン・バリャドリッド出身[1]。
- ポジションはウィング(WTB)。
- 身長 185cm、体重 75kg
- 7人制スペイン代表に選ばれたことがある[2]。
- スペイン代表キャップは2(2021年9月現在）[3]。

## 略歴
2020年、ラ・ロシェルに加入。
2023年、RCヴァンヌに加入。 
2024年、USコロミエに加入。